# 纳兹鲁·纳因
纳兹鲁·纳因 （1993年4月6日—），是一名出生于马来西亚的足球运动员，场上司职后卫。目前效力马来西亚足球超级联赛俱乐部吉隆坡市，同时也代表马来西亚国家足球队出征国际赛。

## 职业生涯
纳兹鲁·纳因出生于马来西亚霹雳，在他17岁的时候就从武吉加里爾體育學校转会至马来西亚幼虎队，展开职业生涯，并与队伍参加新加坡职业足球联赛。

### 琉球
2013年，纳兹鲁·纳因与日本职业足球联赛俱乐部琉球签约，但他因为受到伤病困扰，并未代表琉球上过任何一场比赛，因此纳兹鲁·纳因选择提前解约，返回马来西亚。

### 霹雳
2016年12月2日，因为马来西亚幼虎队的解散，纳兹鲁·纳因选择与马来西亚超级足球联赛霹雳签约。2016年2月13日，纳兹鲁·纳因在霹雳对阵吉兰丹比赛中首次代表霹雳首发，该场比赛最终结果0比0。

### 沙巴
2021年，纳兹鲁·纳因离开霹雳，与沙巴签约。

## 荣誉

### 俱乐部
霹雳
- 马来西亚足总杯亚军：2019
- 马来西亚超级足球联赛亚军：2018
- 马来西亚杯冠军：2018

### 国家队
马来西亚
- 东南亚足球锦标赛亚军：2018